# Михалёв, Александр Александрович
Алекса́ндр Алекса́ндрович Михалёв (23 августа [5 сентября] 1910, Кукарская волость, Вятская губерния — 7 февраля 1992, Оренбург) — советский театральный актёр, народный артист РСФСР.

## Биография
Александр Александрович Михалёв родился 23 августа 1910 года в деревне Печёнкино Кукарской волости Яранского уезда (ныне Советск Кировской области). Отец, уроженец села Кукарки, был плотогоном на Каме и Волге, затем переквалифицировался в портные и шил в том числе для труппы соседнего театра, а его сын отвозил готовые костюмы заказчикам.
Сценическую жизнь начал в 1927 году в Кировском драматическом театре. Играл в театрах Вятки, Свердловска, Ростова, Томска. В 1934 году был актёром Новосибирского театра «Красный факел». В 1938 году выступал в Донецком театре комедии и водевиля.
В годы Великой Отечественный войны был артистом Драматического театра Дальневосточного военного округа в Уссурийске. Артист вспоминал: «В годы войны люди приходили в театр за правдой. За правдой о войне. Шли зарядиться силой и стойкостью для предстоящих испытаний».
В 1959—1979 года играл в Оренбургском театре драмы имени М. Горького, время когда режиссёром театра был Юрий Самойлович Иоффе (с 1959 по 1971 годы). В труппе Михалёва любовно звали «Сан Саныч» или дядя Саня. Сыграл за свою творческую жизнь более 200 ролей классического и современного репертуара. Он покорял людей открытостью, простотой и сердечностью.
Умер 7 февраля 1992 года.

## Награды и премии
- Медаль «За доблестный труд в Великой Отечественной войне 1941—1945 гг.».
- Медаль «За победу над Германией в Великой Отечественной войне 1941—1945 гг.».
- Медаль «За победу над Японией».
- Медаль и орден Китайской народной республики.[1]
- Заслуженный артист РСФСР (13.09.1956).
- Народный артист РСФСР (9.12.1970).

## Работы в театре
- «Оптимистическая трагедия» В. Вишневского — Алексей
- «Дядя Ваня» А. Чехова — Войницкий
- «Овод» Э. Войнич — Монтанелли
- «Ревизор» Н. Гоголя — Городничий
- «Пётр I» по роману А. Н. Толстого[3]